# لب التواریخ
لبّ التواریخ کتابی است نوشته یحیی بن عبداللطیف قزوینی (۹۶۲ – ۸۸۶ ه-ق) که به تاریخ عمومی و رویدادهای تاریخی تا سال ۹۴۸ قمری (۱۵۴۱ میلادی - ۹۲۰ خورشیدی) می‌پردازد. قزوینی این کتاب را در بین سال‌های ۹۴۴ تا ۹۵۷ هجری قمری نوشته و به بهرام میرزا، پسر شاه اسماعیل اول هدیه داده‌است. از آنجا که نویسنده به عنوان وقایع نویس شاه اسماعیل اول در بیشتر جنگ‌ها همراه او بوده و حوادث را از نزدیک مشاهده و به‌طور روزانه ثبت کرده، بر ارزش این اثر افزوده‌است.

## سبک
سبک نگارش نویسنده روان و ساده است و در میان بیان موضوعات تاریخی از آیات قرآنی و احادیث و شعر استفاده کرده‌است. قزوینی به مراجع و منابع مورد استفاده خود در این کتاب اشاره نکرده‌است. او اثر خود را در چهار بخش نوشته‌است.

## بخش‌ها
او تاریخ ایران را از دوره سلسله پیشدادیان تا دوره صفویان نوشته‌است. بخش اول، شامل تاریخ پیامبر اسلام و امامان شیعه بخش دوم در ذکر پادشاهان قبل از اسلام در چهار فصل مشتمل بر سلسله‌های پیشدادیان، کیانیان، اشکانیان و ساسانیان می‌باشد. این بخش بسیار کوتاه است و تقریباً به اشاره نام پادشاهان هر دودمان و حکومت هر یک یا شاخص‌ترین اتفاق دوره آنها محدود می‌شود. بخش سوم در ذکر رویدادهای حکومت بعد از اسلام در سه مقاله و شش باب مشتمل بر خلفای راشدین، امویان، عباسیان و حکومت‌های صفاریان، غزنویان، سامانیان، آل بویه، سلجوقیان، اتابکان و خوارزمشاهیان، اسماعیلیان و حکومت‌های محلی نواحی مختلف چون فارس و کرمان و آذربایجان که بسیار مختصر به هر یک اشاره شده‌است. حمله مغولان به ایران و حکومتهای جانشینان چنگیز تا به قدرت رسیدن صفویه نیز بخش‌های پایانی کتاب را تشکیل می‌دهد. در انتهای کتاب نیز شعرهایی از سلمان ساوجی درستایش خواجه غیاث الدین محمد وزیر آمده‌است. این اثر نخستین بار در سال ۱۳۱۴ در تهران به چاپ رسید. بعدها میرهاشم محدث آن را از روی نسخه‌های موجود در کتابخانه مرکزی دانشگاه تهران تصحیح و درسال ۱۳۸۱ در انتشارات انجمن آثار و مفاخر فرهنگی منتشر کرد.

## ابهام‌زدایی
گویا یک نسخه خطی بدون نام نویسنده در کتابخانه مرکزی آستان قدس رضوی وجود دارد که عنوان آن لب التواریخ است ولی با اثر قزوینی متفاوت است و تاکنون تصحیح و چاپ نشده است. 